# 潘雲超 (湖北)
潘雲超（？—？）湖北人，中华民国政治人物。

## 生平
1935年3月28日，潘雲超任蒙藏委员会委员，到1938年一直在任。1939年起不见其名。